# Udita Goswami
Pour les articles homonymes, voir Goswami.
Udita Goswami (2 septembre 1984 à Dehradun, Inde -) est une actrice indienne de Bollywood.

## Carrière
Udita Goswami débute par une carrière de mannequin. Elle défile pour des marques de mode indiennes : Suneet Verma, Tarun Tahiliyani, Nikki Mahajan ou Ranna Gill. Elle remporte le prix de Model of the Universe Asia 2001 et du MTV Model Mission 2. On la voit sur les couvertures de magazines tels que Elle, Femina, Cosmopolitan, Bride n Home, Zinc. Elle apparaît également dans des publicités pour Pepsi, Sun.com, Nokia, Star Movies, Platinum, Levi Strauss & Co., Wills Sports, Lee Cooper, Elle Sports, etc.
C’est la réalisatrice Pooja Bhatt qui amène Udita Goswami au cinéma. L’ayant découverte dans un magazine de mode, Pooja Bhatt lui propose un rôle de jeune fille innocente pour son film Paap paru en 2003. Le film est échec commercial mais permet à Udita Goswami de se faire remarquer dans le milieu de Bollywood. Udita persiste dans la carrière d’actrice et attend une proposition de rôle intéressant. Ce n’est qu’en 2005 que ce rôle tant attendu arrive enfin avec Zeher, un film à petit budget, qui lui permet de jouer la femme fatale dans un thriller. Ce film est un succès malgré les polémiques au sujet de certaines  scènes un peu trop explicites au goût de la critique indienne. Ce film hisse alors Udita Goswami au statut de sex-symbol. Son dernier film Aksar, un autre thriller, est à nouveau un succès.

## Filmographie
- 2003 : Paap de Pooja Bhatt : Kaya
- 2005 : Zeher de Mohit Suri : Anna Verghese
- 2005 : Amar Joshi Shahid Ho Gaya de Rajnish Thakur : Mohini
- 2006 : Aksar de Anant Mahadevan : Sheena Roy Singh
- 2007 "Agaar" avec 'Tusshar Kapoor' et 'Shreyas talpade'